# Santuario della Natività di Maria Vergine (Cengio)
Il santuario della Natività di Maria è un luogo di culto cattolico situato nella borgata di Cengio Alto nel comune di Cengio, in provincia di Savona e diocesi di Mondovì.

## Storia e descrizione
Le fonti storiche attestano al 1667 la prima citazione ufficiale della chiesa, in merito alla visita pastorale compiuta dal vescovo di Alba Vittorio Nicolino della Chiesa.
Nel 1807 all'edificio, a unica navata e in stile barocco piemontese, verrà aggiunto il portico e il portale in pietra per il riparo dei fedeli e della facciata. Un elemento originario e primitivo della chiesa è il coro, certamente già presente molto prima della visita del 1667. Tra gli elementi decorativi del luogo di culto sono segnalati gli affreschi realizzati nel corso dell'Ottocento dal pittore Giovanni Borgna. Le quattro cappelle laterali in essa presenti sono state restaurate completamente. Attualmente è in progetto il restauro della volta dell'abside.
L'attiguo campanile è a forma quadrata, in stile barocco, con cupola fatta a piramide.